# Економічні райони Азербайджану

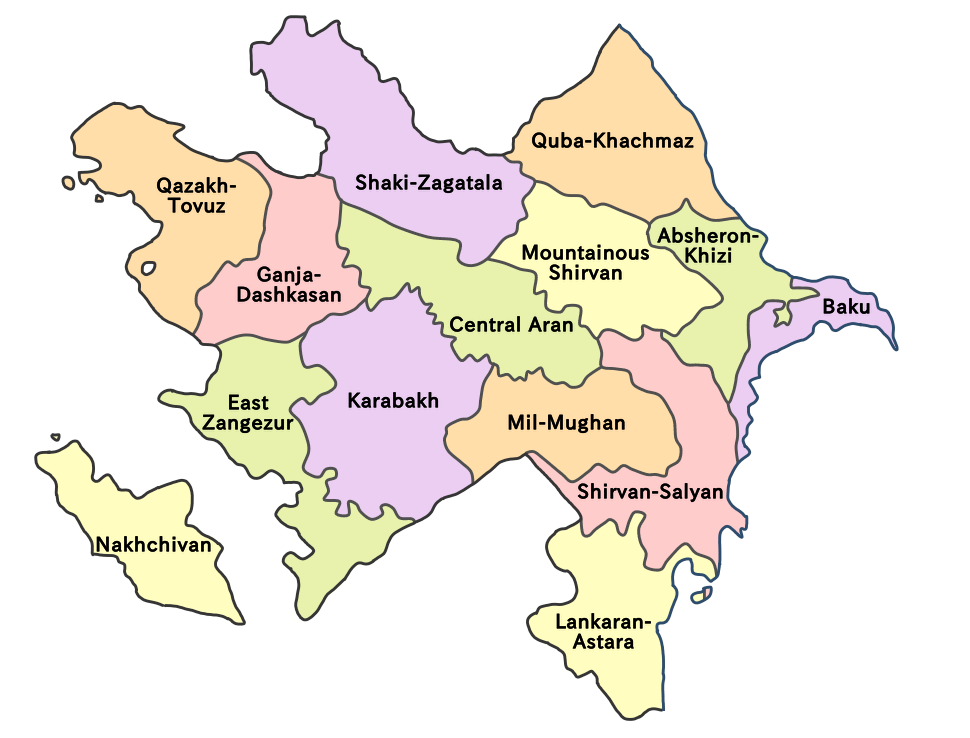
Мапа економічних районів Азербайджану

Економічні райони Азербайджану — регіони Азербайджанської Республіки, що характеризуються певним економіко-географічним положенням, територіально-господарською єдністю, своєрідністю природних і економічних умов і виробничою спеціалізацією.
Азербайджанська Республіка поділяється на 10 економічних районів (азерб. İqtisadi rayon):
1. Апшеронський економічний район
2. Гянджа-Ґазаський економічний район
3. Шекі-Загатальський економічний район
4. Ленкоранський економічний район
5. Ґуба-Хачмазький економічний район
6. Аранський економічний район
7. Верхньо-Карабаський економічний район
8. Кельбаджар-Лачинський економічний район
9. Економічний район Гірський Ширван
10. Нахічеванський економічний район